# Duarte Maia de Albuquerque d'Orey
Duarte Maia de Albuquerque d'Orey (Angola, 19 de Março de 1971) é um gestor português e actual presidente do Conselho de Administração da Sociedade Comercial Orey Antunes, S.A., uma sociedade fundada em 1886 e cotada na Euronext Lisboa.

## Biografia
Licenciado em Administração e Gestão de Empresas pela Universidade Católica Portuguesa em 1994 exerceu ao longo da sua carreira profissional as seguintes funções: 

### 1992-1994
Dealer de mercados monetários, mercado de capitais, derivativos e moeda no Citibank Portugal S.A., filial portuguesa do Citigroup.

### 1995-1996
Responsável da Tesouraria do Banco Mello e da União de Bancos Portugueses após ter sido Co-Responsável da mesa de derivativos desta última.

### 1997-1998
Responsável da Tesouraria Integrada do Banco Mello, instituição financeira adquirida em 2000 pelo Banco Comercial Português.

### 1999-2003
Fundador, em conjunto com Tristão da Cunha, e Administrador Delegado do First Portuguese Group (hoje Orey Financial), no âmbito do qual cria em 18 de Maio de 1999 o First Portuguese Opportunity Fund, primeiro Hegde Fund em Portugal, introduzindo investimentos alternativos como uma nova classe de ativos no mercado português.
Também no âmbito do First Portuguese Group, cria o First Portuguese Football Players Fund, Introduzindo no mercado português o fundos de investimento sobre passes de jogadores de futebol, o qual pelo carácter inovador foi capa do Wall Street Journal.
Em 2001 comprou ao seu tio Bernardo d’Orey 12.25 % do capital da Sociedade Comercial Orey Antunes, S.A.. Fundado em 1886, o Grupo Orey tem uma tradição empresarial que remonta há mais de um século. Durante a sua longa história, passou por inúmeros ciclos económicos e diversas fases da vida social e política, tanto em Portugal como no estrangeiro. Desde que foi criada, a sua gestão tem estado nas mãos da família Orey, agora na quarta geração.
Em Julho de 2002, em conjunto com os outros accionistas da família, constituiu a Triângulo-Mor, uma holding que agrupava uma posição de 54,05% das acções da Sociedade Comercial Orey Antunes, S.A. bem como a totalidade da sua participação no First Portuguese Group, tendo sido nomeado administrador da Sociedade Comercial Orey Antunes, S.A.
No seguimento da constituição da Triângulo-Mor, lançou em 22 de julho de 2002 uma OPA sobre a totalidade do capital da Sociedade Comercial Orey Antunes, S.A., tendo ficado a Triângulo Mor com 60,8% do capital social. Essa participação foi em 24 de Abril de 2003 aumentada para 83,87%, na sequência da compra à S.I.N. – Sociedade de Investimentos e Navegação, S.G.P.S. Lda. e à Timeline – Agenciamento e Comissionamento, S.A. das participações acionistas que estas detinham na Sociedade Comercial Orey Antunes, S.A..

### Desde2003
Em 2003 foi nomeado Presidente Executivo do conselho de administração da Sociedade Comercial Orey Antunes, S.A. tornado-se o mais jovem CEO de uma sociedade cotada na Euronext Lisboa.
Em 2005 faz a aquisição de uma sociedade corretora para o lançamento da plataforma Orey iTrade.
Entre 2003 e 2006 faz várias aquisições de empresas nas áreas de transportes e logística, nomeadamente a Agemasa, um operador portuário em Bilbau, Espanha.
Em 2006 foi nomeado pela Ernst & Young para o "Emerging Portuguese Entrepreneur of the Year Award".   
Em 2006 inicia a sua actividade no Brasil através da aquisicão da MCA Economy, hoje Orey Financial Brasil 
Também em 2006 lança um fundo de reabilitação urbana em prime locations das cidades de Lisboa e Porto.
Em 2007 cria, em conjunto com o governo de Portugal, o primeiro fundo de investimento florestal.  
Cria e lança o produto estruturado Orey7, um fundo de obrigações que investe em dívida de longo prazo denominada em Reais que consegue evitar retornos negativos em 2008, com um retorno de 7% para a classe de baixo risco. 
Em 2008 Lança a plataforma Orey iTrade na Espanha. 
Em 2009 começa um processo de reestruturação do Grupo, com foco no negócio financeiro, e cria o Fundo de Private Equity Orey Capital Partners, especializado na área de Transporte e Logística. 
Em 2009 apresenta uma solução que envolve a compra e recuperação do Banco Privado Português, à altura numa situação de intervenção estatal. Esta solução foi muito bem recebido pela maioria dos interessados, mas não foi aceite por razões políticas.
Em 2013 apresenta uma solução para a compra do Banco Inversis em Espanha. Como resultado desta proposta do Grupo Orey adquire 50% do negócio institucional deste banco espanhol.

## Família
Filho de Salvador de Albuquerque d'Orey e de Maria Manuela da Conceição Maia . Do lado paterno pertence à quarta geração de descendentes de Augusto Guilherme Heitor Achilles d'Orey, um cidadão alemão emigrado em meados do século XIX para Portugal por ter participado na revolução de Baden entre 1848 e 1849, reconhecendo-lhe o Governo português a sua qualidade de refugiado político. Em 1820 Augusto Achilles d'Orey casou com Luiza Henriqueta Lounguinha Mouzinho de Albuquerque, tendo o Kaiser Wilhem I autorizado por decreto real a utilização do apelido Albuquerque d’Orey a todos os seus descendentes. As origens da família d’Orey estão ainda por provar, embora seja inequívoca a forte ligação de Guilherme Heitor Achilles e do seu filho Ruy d’Orey com a família real prussiana.